# Eugenius Birch
Eugenius Birch (* 20. Juni 1818 in Gloucester Terrace, Shoreditch; † 8. Januar 1884 in Laurieston Lodge, West End, Hampstead) war ein britischer Architekt und Ingenieur.

## Leben
Er konstruierte unter anderem vierzehn  bedeutende Seebrücken in England. Er besaß ein Patent für eine besondere Art der Pfahlgründung. Er verwendete für die Ausstattung der Seebrücken im viktorianischen Stil unter anderem Metallprodukte der Unternehmerfamilie Laidlaw.

## Werke
Birch schuf unter anderem:
- Deal Pier (1855)
- Margate Pier (1855)
- North Pier, Blackpool (1863)
- West Pier, Brighton (1863)
- Aberystwyth Royal Pier (1865)
- Lytham Pier, LancBrashire (1865)

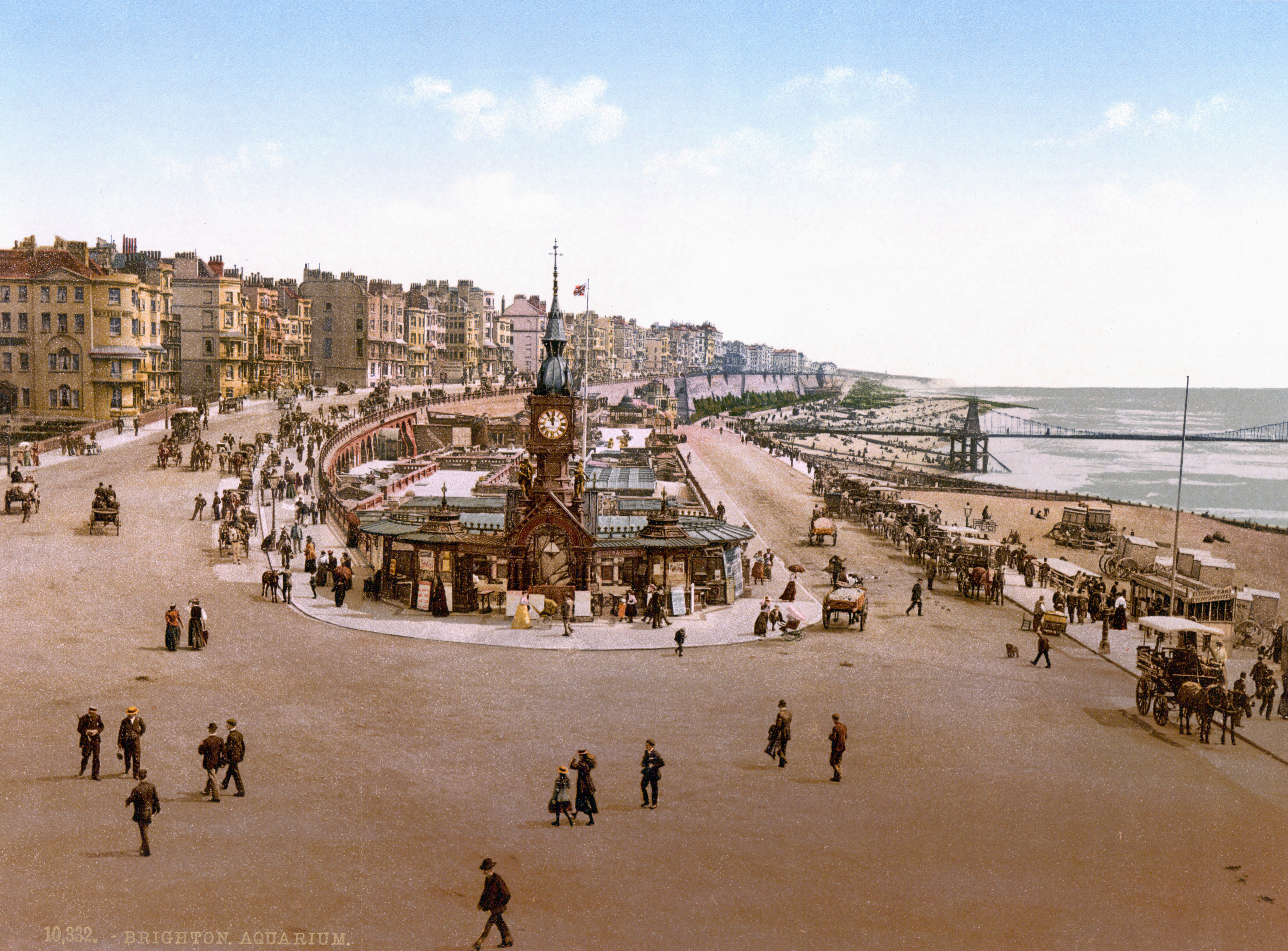
Photochromdruck des Brighton Aquariums (um 1883–1896)

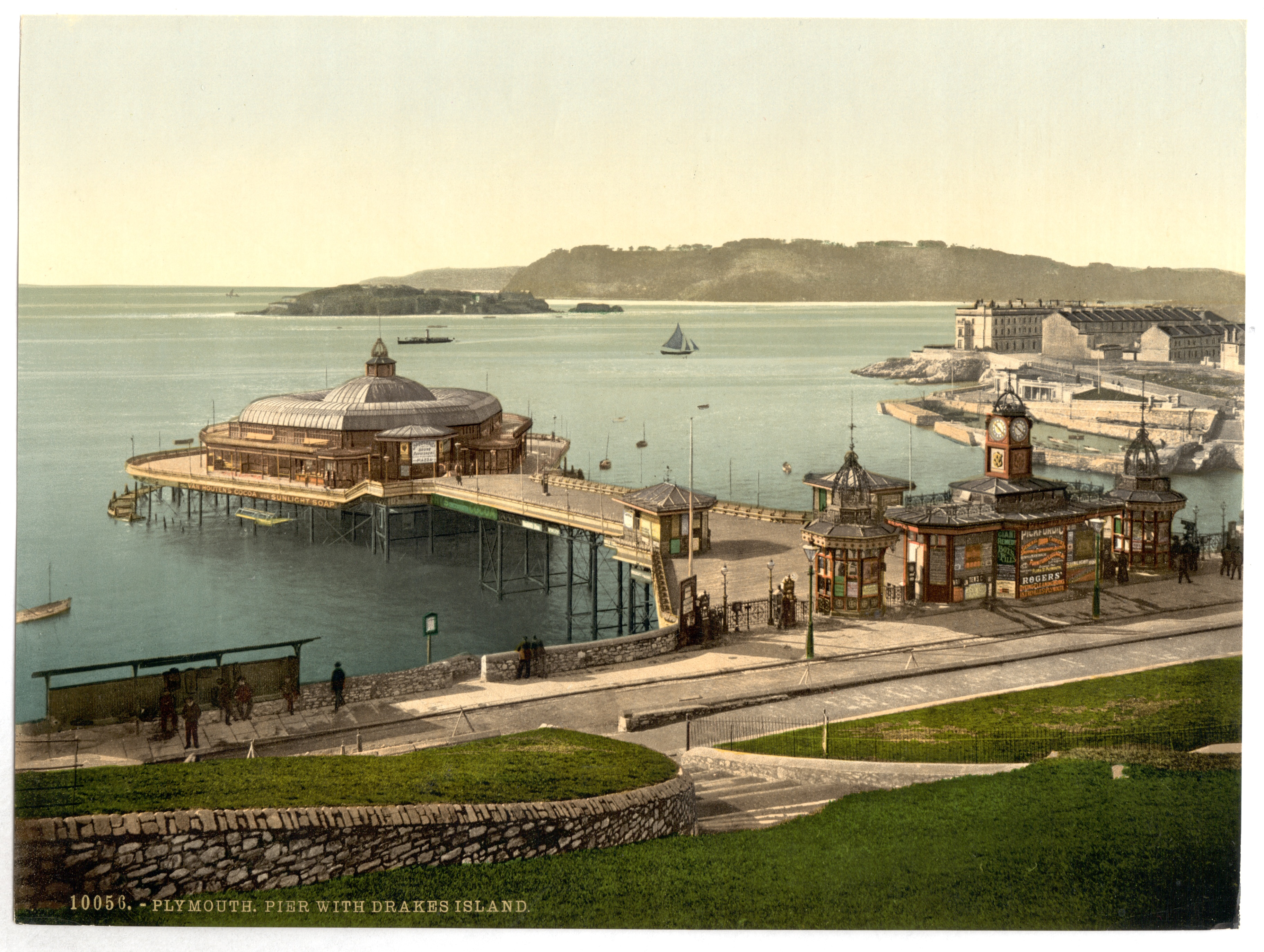
Photochromdruck des Plymouth Piers (um 1890–1900)

- Birnbeck Pier, Weston-super-Mare (1867)
- Brighton Aquarium (1869 and 1872)
- Scarborough Pier (1869)
- Eastbourne Pier (1872)
- Hastings Pier (1872)
- Hornsea Pier, North Humberside (1879)
- Plymouth Pier (1884)
- Bournemouth Pier, Boscombe, (1888)